# 台北地理
臺北市位於台北盆地中央、淡水河右岸，是台灣的首都和台灣的金融、經濟、政治、文化和教育中心。 全市共劃分萬華、中正、中山、信義、松山、大同、士林、北投、內湖、 南港、文山及大安12個行政區。

## 地形
台北市內最大的山系為大屯火山彙，最高山的七星山為1,120公尺，次高的大屯山為1,092公尺，山系中心地帶與北投側的外緣地帶有不少火山地形。市區東邊的內湖、南港與南邊的木柵多為丘陵地形；標高約300多公尺的南港山系（拇指山系）則橫亙於信義、南港兩區之間。

### 台北盆地
台北盆地是台灣北部的一個地理區域，是台灣第二大盆地。台北盆地北以陽明山為界，西鄰林口台地，東南邊則是雪山山脈。台北盆地的形狀接近三角形。三個端點分別是：
- 南港
- 新莊、樹林、龜山區交界處的迴龍
- 關渡

流經台北盆地的主要河流包括淡水河、基隆河、大漢溪及新店溪，重要的人工渠道則有瑠公圳，二重疏洪道等。
在史前時代，台北盆地是凱達格蘭族的居住地。漢族則是直到18世紀才開始遷入這個區域。今日，台北盆地分別屬於台北市與新北市，也是台灣最大的都會區。

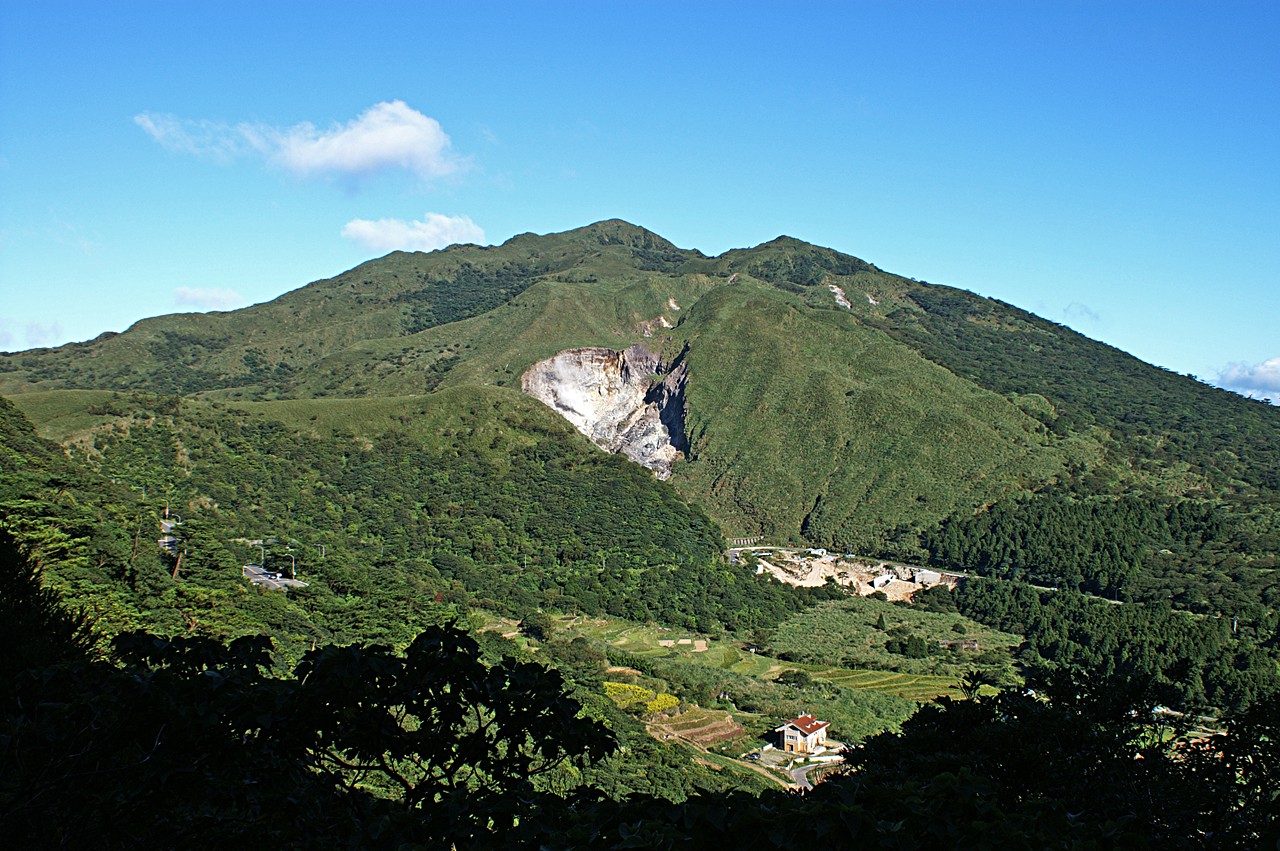
自百拉卡公路眺望七星山與小油坑

### 七星山
七星山海拔1,120公尺，是台北市最高的山，位於台灣的陽明山國家公園轄區內，為一錐狀火山，地理上屬於大屯火山彙，峰項一等三角點視野寬闊，整個大台北地區一覽無遺。
七星山約在七十萬年前開始噴發，頂部原有一噴火口，但在火山噴發結束後被侵蝕成七個大小不一的山頭，如同北斗七星而得名。山的東南側與西北側有斷層切過，因此有溫泉、噴氣孔等地形景觀。七星山由於噴出的熔岩和碎屑岩層層堆疊，而形成錐形的山體，陡峭的獨立山頭，是錐狀火山最明顯的特徵。位於七星山西南方不遠的紗帽山為一圓形火山丘，狀似烏紗帽而得名，因形成時的岩漿比較黏稠，流動性小，慢慢地形成造形圓滑優美的鐘狀火山，為七星山的寄生火山。

### 大屯山
大屯山標高1092公尺，位於台灣西北部的陽明山國家公園內，為一錐狀火山，地理上屬於大屯火山群的大屯山亞群。
大屯火的噴發活動約始於二五〇萬年前，在今日的大磺嘴附近有了噴發活動，形成原始的大屯山。之後沉寂了約一百多萬年，直到約七十萬年前，另一次火山噴發將原始大屯山分離成現今的大屯主峰、大屯西峰和大屯南峰，因此在這些峰頂都沒有火山口，古火山口反而位於三峰與十八份山（中正山）之間。

## 水文
台北市境內的河流屬於淡水河流域，流經台北市的兩大河流為淡水河和基隆河。

### 淡水河
淡水河位於台灣北部，為全島第三長之河流, 流域面積亦為第三大。
淡水河流域涵蓋台北市、新北市、桃園市、新竹縣，主流發源於大霸尖山。主要支流有基隆河、大漢溪、新店溪。狹義的淡水河是指大漢溪與新店溪於板橋江子翠匯流至淡水油車口出海口的河段。
基隆河發源於新北市平溪區菁桐坑，往東北東流經瑞芳區，在基隆市暖暖區附近轉向西流。穿越汐止區之後進入台北盆地。
淡水河是北部地區的主要供水河流之一。大漢溪上游有石門水庫。新店溪的支流北勢溪有翡翠水庫。另外，基隆河流域有新山水庫。
大漢溪發源於雪山山脈布秀蘭山、品田山間，此段稱為塔克金溪，到復興區時改稱大漢溪，轉西行，匯集三光溪後入石門水庫，經鳶山堰後納三峽河，成為板新水廠的供水來源，流到江子翠（江仔嘴）時新店溪東行，到社子時基隆河匯入，最後注入臺灣海峽。

### 基隆河
基隆河，位於台灣北部，是淡水河的重要支流之一，全長87公里，流域面積440.77平方公里。發源於新北市平溪區的菁峒山區，經瑞芳區、基隆市、汐止區、再進入臺北市，流經南港區、內湖區、松山區、中山區、士林區、大同區、北投區最後於關渡匯入淡水河。
基隆河的主要支流有：東勢坑溪、暖暖溪、鶯歌石溪、瑪陵坑溪、友蚋溪、北港溪、大坑溪、雙溪等。
基隆河畔附近有許多觀光景點供市民和遊客，進行休閒活動和旅遊觀光。基隆河上游有大量的瀑布及壺穴地形，其中著名的景點有平溪的十分瀑布、眼鏡洞瀑布等。松山段經截彎取直後產生大量河床地，開闢了大佳河濱公園。 基隆河臺北市部分的兩岸，各設有15公里長的休閒用單車專用道。 下游近淡水河的沼澤地區，設有關渡自然公園，以保育及觀賞水鳥生態著名。
台北市境內的河流屬於淡水河流域，流經台北市的兩大河流為淡水河和基隆河

## 氣候
台北市位於北緯25度線附近，又因為是在海島上，地處東亞大陸與太平洋之間，深受乾冷的蒙古高氣壓與暖濕的太平洋低氣壓交互影響，形成了副熱帶季風氣候。四季變化明顯：通常3～5月為春季、6～8月為夏季、9～11月為秋季、12月～次年2月為冬季。而有時受到全球暖化或特殊的氣候變化影響，也會出現較暖的冬天，或是較冷的春天。由於位在東亞季風帶內，因此氣候也受東北季風影響。
另外還有一個特殊的氣候特徵：因為市區主要位於台北盆地中，氣候也深受盆地地形影響。夏季由於盆地周圍的高山而不易使熱氣排出，使得市內的氣溫通常較周圍的地區高出攝氏1~2度。進入冬季後，市區周圍的山地與丘陵地較容易形成地形雨。每年5月前後，由於蒙古高氣壓與太平洋高氣壓交會形成鋒面，使得台灣進入梅雨季節，此時台北的降雨天數也會增加。夏季也經常會因為上升氣流旺盛，而形成午後雷陣雨。